# Матильда де Куртене
Матильда (Маго) де Куртене (фр. Mathilde de Courtenay, Mahaut de Courtenay; 1188 — 29 июля 1257) — графиня Невера с 1199, графиня Тоннера с 1217, графиня Осера с 1219, единственная дочь императора Латинской империи Пьера II де Куртене  от первого брака с Агнес I, графиней Невера, Осера и Тоннера, дочерью графа Ги I Неверского.

## Биография
Матильда была наследницей графств Невер, Осер и Тоннер как единственная дочь Агнес Неверской, после смерти которой в 1193 году все графства оказались под управлением отца Матильды — Пьера II де Куртене.
В 1199 году Пьер попал в плен к бургундскому барону Эрве IV де Донзи. Пьер получил свободу благодаря вмешательству своего родственника, короля Франции Филиппа II Августа, который, однако, желая иметь Эрве в качестве союзника для борьбы против короля Англии, вынудил Пьера выдать за Эрве свою дочь Матильду, а также передать под управление Эрве Невер. Передача Невера была ратифицирована королём Филиппом в октябре 1199 года.
В 1205 году герцог Бургундии обвинил Эрве в том, что его брак с Матильдой является неканоническим, поскольку они находятся в четвёртой степени родства. Тогда папа Иннокентий велел провести расследование, однако никаких шагов для этого предпринято не было. Но в июне 1212 года папа, заинтересованный в том, чтобы вынудить Эрве к заключению мира с аббатами Везле, велел возобновить расследование. Только тогда Эрве, который в результате развода потерял бы Невер, был вынужден пойти на переговоры с папой и заключить договор с аббатом Везле. Оставался вопрос о законности брака. Иннокентий некоторое время не принимал никакого решения. Обеспокоенный Эрве написал папе письмо, в котором упирал на то, что брак продолжается уже достаточно давно и в нём к тому моменту родилось двое детей. Кроме того он обещал принять крест. В итоге 20 декабря 1213 года Иннокентий III даровал Эрве папское прощение, объявившее его брак навсегда неоспоримым.
После смерти Пьера II де Куртене, Эрве от имени жены предъявил права на графство Осер. Тоннер ему удалось занять без проблем в 1217 году, а на Осер предъявили претензии Филипп II, маркграф Намюра, сын Пьера II от второго брака, и Роберт де Куртене, брат Пьера II. Но при поддержке папы Гонория II графство Осер в 1219 году было передано Эрве.
Эрве умер в 1222 году. Единственный сын Матильды и Эрве умер до 1212 года. Наследницей графств оказалась их дочь Агнес, унаследовавшая все отцовские владения. Она ещё в 1221 году была выдана замуж за Ги I (IV) де Шатильона, графа де Сен-Поль, верного слугу короля Франции Людовика VIII. А все три графства оказались под управлением Матильды.
Матильда была щедрой и популярной правительницей. Её основной резиденцией стал замок Дрюи. Именно в нём она 15 августа 1223 года приняла устав, дающий городу Осер ряд свобод и льгот.
В 1226 году Матильда вышла замуж второй раз — за графа Форе Гига IV, который стал помогать ей в управлении графствами. В 1230 году Гиг опять возобновил войну против аббатства Везле, которую вели многие графы Невера. Эта борьба продолжалась три года, пока аббат Гишар не смог заключить мир, выплатив денежную компенсацию. Ги в 1235 году отправился в крестовый поход и умер после возвращения из него в 1241 году.
В последние годы её правления обострилась проблема наследования графств. Главная наследница Матильды, Ангес де Донзи, умерла ещё в 1225 году, оставив сына Гоше и дочь Иоланду. Гоше, женатый на двоюродной сестре короля Франции Людовика IX, погиб в 1250 году, не оставив наследников, после чего наследницей стала Иоланда, имевшая от брака с Аршамбо IX де Бурбон-Дампьером двух дочерей, которые в 1248 году были выданы замуж за двух сыновей герцога Бургундии Гуго IV. Иоланда умерла в 1254 году, после чего наследницей стала старшая из дочерей — Матильда де Бурбон-Дампьер.
В 1257 году Матильда подтвердила права на имущество аббатству Реньи. 29 июля того же года Матильда умерла в замке Куланж-сюр-Йонн. Её похоронили в аббатстве Реконфор около Монсо-ле-Конт. Невер, Осер и Тоннер унаследовала её правнучка Матильда де Бурбон-Дампьер.

## Брак и дети
1-й муж: с 1199 Эрве IV (ок. 1175 — 22 января 1222), сеньор де Донзи, де Кон-сюр-Луар, де Шатель-Сенсуар и де Сен-Эньян с 1187, сеньор де Жиан 1197/1198—1199, сеньор де Монмирай с 1205, граф Невера с 1199, граф Тоннера с 1217, граф Осера с 1219. Дети:
- Гильом де Донзи (ум. ок. 1207/1212)
- Агнес де Донзи (ок. 1205—1225), дама де Донзи с 1222, наследница графств Невер, Осер и Тоннер; муж: с 1221 Ги I (IV) де Шатильон (до 1196 — 1226), граф де Сен-Поль с 1221

2-й муж: с 1226 Гиг IV (ок. 1199 — 29 октября 1241), граф де Форе с 1203, граф Невера, Осера и Тоннера с 1226.